# Kalinów (Ukraina)
Kalinów (ukr. Калинів, Kałyniw; hist. Kaisersdorf) – wieś na Ukrainie, w rejonie samborskim obwodu lwowskiego. W 2001 roku liczyła 441 mieszkańców.

## Historia
Miejscowość została założona w dobrach kameralnych samborskich w procesie kolonizacji józefińskiej przez osadników niemieckich (zobacz: Niemcy galicyjscy) wyznania rzymskokatolickiego w 1783. Kolonię lokowano na planie krzyża i nadano jej nazwę Kaisersdorf, od niemieckich słów Kaiser – cesarz i dorf – wieś. Planowano tu budowę kościoła katolickiego, do czego jednak nie doszło. 
W II Rzeczypospolitej miejscowość była siedzibą gminy wiejskiej Kalinów w powiecie samborskim w woj. lwowskim. 
W 1940 roku miejscowa ludność niemiecka została wysiedlona w ramach akcji Heim ins Reich. W 1944 nacjonaliści ukraińscy z OUN-UPA zamordowali tutaj 11 Żydów i 5 Polaków.
W czasie okupacji niemieckiej mieszkające tutaj ukraińskie małżeństwo Mykitków udzielało pomocy Żydom. W 1993 roku Instytut Jad Waszem uhonorował za to Stefana i Kasię Mykitków tytułami Sprawiedliwych wśród Narodów Świata.
We wsi znajduje się pomnik poświęcony dowódcy sotni Grzegorzowi Jankowskiemu Łastiwce oraz jego żołnierzom poległym na terenie Polski.
W pobliżu wsi znajduje się także lotnisko Nowy Kalinów.